# Lubomir Andrejczin
Lubomir Andrejczin (bułg. Любомир Андрейчин; ur. 1910 w Sofii, zm. 1975 tamże) – bułgarski językoznawca.
W 1934 ukończył studia na Uniwersytecie Sofijskim. Jego dorobek obejmuje podręczniki języka bułgarskiego oraz prace z zakresu literatury bułgarskiej. Sporządził opis Osnownata gramatika na byłgarski ezik.